# Trans-Val-de-Marne

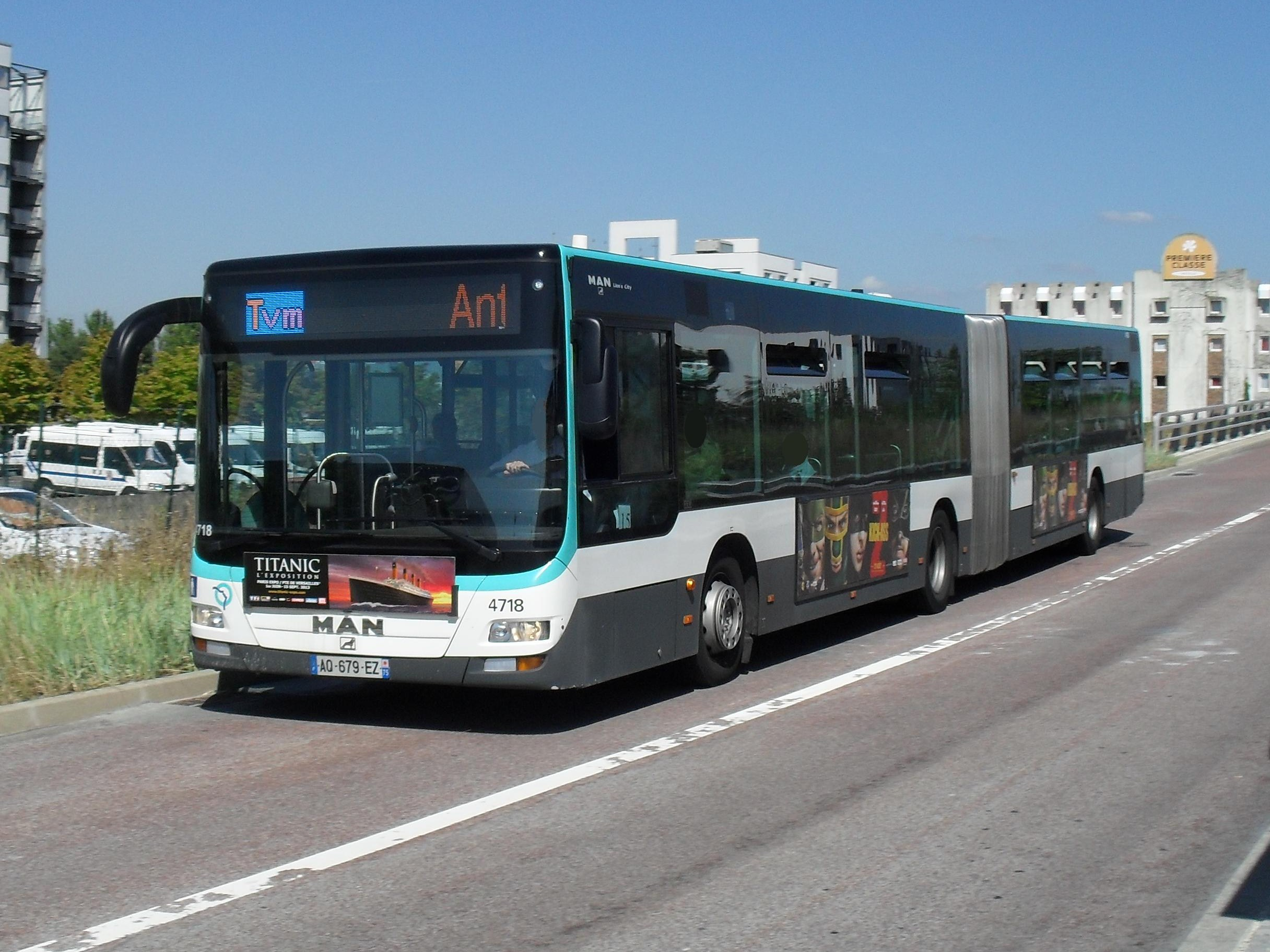
TVM

Trans-Val-de-Marne es una línea de autobús de tránsito rápido con calzada reservada y parcialmente segregada numerada como si fuera de tranvía, aunque no es un tranvía propiamente dicho, es una línea de ómnibus de alta ocupación. Une Saint-Maur-des-Fossés a Antony en la Île-de-France.

## Estaciones y trazado
|  |   |  | estaciones                         |  | zona | municipio             | correspondencia |
|  | - |  | ---------------------------------- |  | ---- | --------------------- | --------------- |
|  | o |  | Saint-Maur - Créteil RER           |  | 3    | Saint-Maur-des-Fossés | (futuro)        |
|  | o |  | Pont de Créteil                    |  | 3    | Saint-Maur-des-Fossés |                 |
|  | o |  | Hôpital Intercommunal              |  | 3    | Créteil               |                 |
|  | o |  | Église de Créteil                  |  | 3    | Créteil               |                 |
|  | o |  | Créteil - Université               |  | 3    | Créteil               |                 |
|  | o |  | La Haye aux Moines                 |  | 3    | Créteil               |                 |
|  | o |  | Préfecture du Val-de-Marne         |  | 3    | Créteil               |                 |
|  | o |  | Base de Loisirs de Créteil         |  | 3    | Créteil               |                 |
|  | o |  | Pompadour                          |  | 3    | Créteil               | 393             |
|  | o |  | Parc interdépartemental des sports |  | 3    | Choisy-le-Roi         | 393             |
|  | o |  | Marcelin Berthelot                 |  | 3    | Choisy-le-Roi         | 393             |
|  | o |  | Pasteur                            |  | 3    | Choisy-le-Roi         | 393             |
|  | o |  | Choisy-le-Roi RER                  |  | 3    | Choisy-le-Roi         | 393             |
|  | o |  | Rouget de Lisle                    |  | 3    | Choisy-le-Roi         | 393             |
|  | o |  | René Panhard                       |  | 3    | Thiais                | 393             |
|  | o |  | Georges Halgoult                   |  | 3    | Thiais                | 393             |
|  | o |  | Victor Basch                       |  | 3    | Thiais                | 393             |
|  | o |  | Carrefour de la Résistance         |  | 3    | Thiais                | 393             |
|  | o |  | Alouettes                          |  | 3    | Thiais                |                 |
|  | o |  | La Belle Épine                     |  | 3    | Thiais                |                 |
|  | o |  | Le Cor de Chasse                   |  | 3    | Thiais                |                 |
|  | o |  | Porte de Thiais                    |  | 3    | Chevilly-Larue        | (futuro)        |
|  | o |  | Marché international de Rungis     |  | 3    | Chevilly-Larue        |                 |
|  | o |  | Mairie de Chevilly-Larue           |  | 3    | Chevilly-Larue        |                 |
|  | o |  | Le Delta                           |  | 3    | Chevilly-Larue        |                 |
|  | o |  | Parc Médicis                       |  | 3    | Fresnes               |                 |
|  | o |  | Montjean                           |  | 3    | Fresnes               |                 |
|  | o |  | Le Clos la Garenne                 |  | 3    | Fresnes               |                 |
|  | o |  | Le Petit Fresnes                   |  | 3    | Fresnes               |                 |
|  | o |  | Docteur Ténine                     |  | 3    | Fresnes               |                 |
|  | o |  | Berny - Raymond Aron               |  | 3    | Antony                |                 |
|  | o |  | La Croix de Berny RER              |  | 3    | Antony                | (futuro)        |